# Rita Ryack
Rita Ryack är en amerikansk kostymör och kläddesigner.

## Kostymör (urval av filmer)
- 1988 - Huset på Carroll Street
- 1991 - Cape Fear
- 1993 - Mr. Jones
- 2000 - Grinchen – Julen är stulen
- 2001 - A Beautiful Mind
- 2007 - Hairspray